# Atum

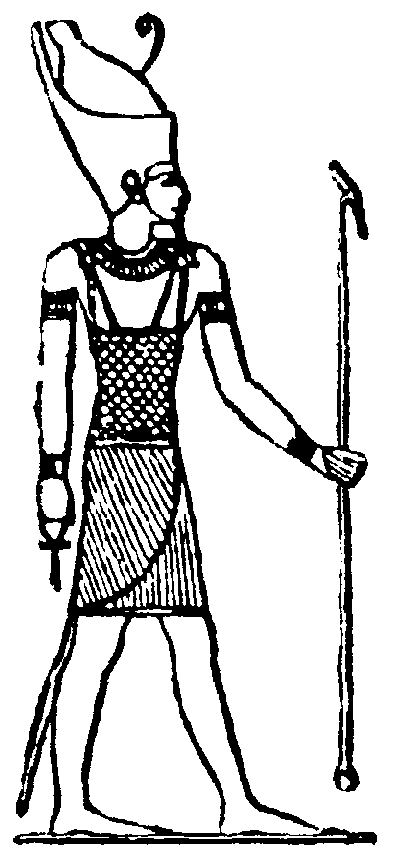
Atum

Atum, en urgud i egyptisk mytologi, ursprungligen var Atum en lokal solgud i trakten kring Heliopolis. Med tiden kom han att bli sammanslagen med guden Ra till gudomen Ra-Atum, den universella skapelseguden som gestaltades med den egyptiska dubbelkronan. Han sades ha befruktat sig själv för att skapa de första gudarna, Shu och Tefnut.[källa behövs]
I solteologin markerar Khepri morgonsolen i öster medan Ra markerar dess höjdpunkt i zenit och guden Atum dess nedgång i väster.

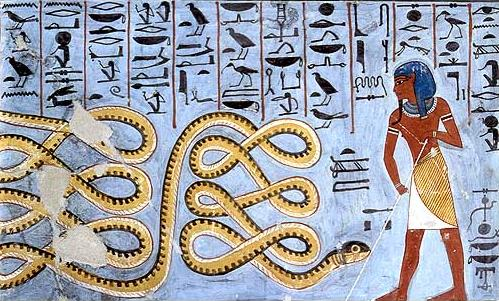
Atum mot ormguden Apep (cirka 1292–1290 f.Kr.)